# Heliconius ramsdeni
Heliconius ramsdeni är en fjärilsart som beskrevs av Comstock och Brown 1950. Heliconius ramsdeni ingår i släktet Heliconius och familjen praktfjärilar. Inga underarter finns listade i Catalogue of Life.